# Carlo d'Assia-Kassel
Carlo d'Assia-Kassel (Kassel, 19 dicembre 1744 – Güby, 17 agosto 1836) fu un membro della Casa d'Assia-Kassel e un maresciallo di campo generale danese.

## Biografia
Era il secondogenito di Federico II d'Assia-Kassel, e della sua prima moglie, Maria di Hannover. Sua madre era figlia di Giorgio II di Gran Bretagna e Carolina di Brandeburgo-Ansbach e una sorella della regina Luisa di Danimarca.
Quando il padre si convertì al cattolicesimo, i suoi genitori si separarono. Maria si trasferì con i figli in Danimarca, presso la sorella Luisa. Il giovane Carlo e dei suoi due fratelli, Guglielmo e Federico, sono stati allevati dalla madre ed educati nella fede protestante.
La zia morì nel 1751 e Maria si occupò anche dei suoi figli. I suoi figli vennero crebbero alla corte reale di Palazzo di Christiansborg a Copenaghen. I principi d'Assia rimasero in Danimarca, divenendo signori importanti e funzionari reali. Solo il fratello maggiore Guglielmo tornò in Assia, nel 1785. Carlo divenne governatore del ducato di Schleswig-Holstein.

## Carriera
Iniziò la sua carriera militare in Danimarca. Nel 1758 è stato nominato colonnello, all'età di 20 anni maggiore generale e nel 1765 fu responsabile della artiglieria. Quando suo cugino, il re Cristiano VII, salì al trono nel 1766, fu nominato luogotenente generale, comandante della Guardia Reale e membro del Consiglio privato. Anche nel 1766, fu nominato governatore generale di Norvegia, una posizione che ha tenuto fino al 1768.
Nel 1768 comprò dalla famiglia Edelsheim il villaggio di Rumpenheim, e negli anni ampliò la residenza facendola divenire un castello. Sua madre Maria visse nel palazzo fino alla sua morte nel 1772. Nel 1781, Carlo ha venduto il Palazzo Rumpenheim al fratello minore, Federico.

## Matrimonio
Sposò, il 30 agosto 1766 al Palazzo di Christiansborg a Copenaghen, la cugina Luisa di Danimarca (1750-1831), figlia di Federico V di Danimarca e di Luisa di Hannover. Ebbero sei figli:
- Maria Sofia (20 ottobre 1767-21 marzo 1852), sposò il cugino Federico VI di Danimarca;
- Guglielmo (15 gennaio 1769-14 luglio 1772);
- Federico (24 maggio 1771-24 febbraio 1845), sposò Klara von Brockdorff;
- Giuliana (19 gennaio 1773-11 marzo 1860), badessa di Itzehoe;
- Cristiano (14 agosto 1776-14 novembre 1814);
- Luisa Carolina (28 settembre 1789-13 marzo 1867), sposò Federico Guglielmo di Schleswig-Holstein-Sonderburg-Glücksburg.

## Governatore dello Schleswig-Holstein

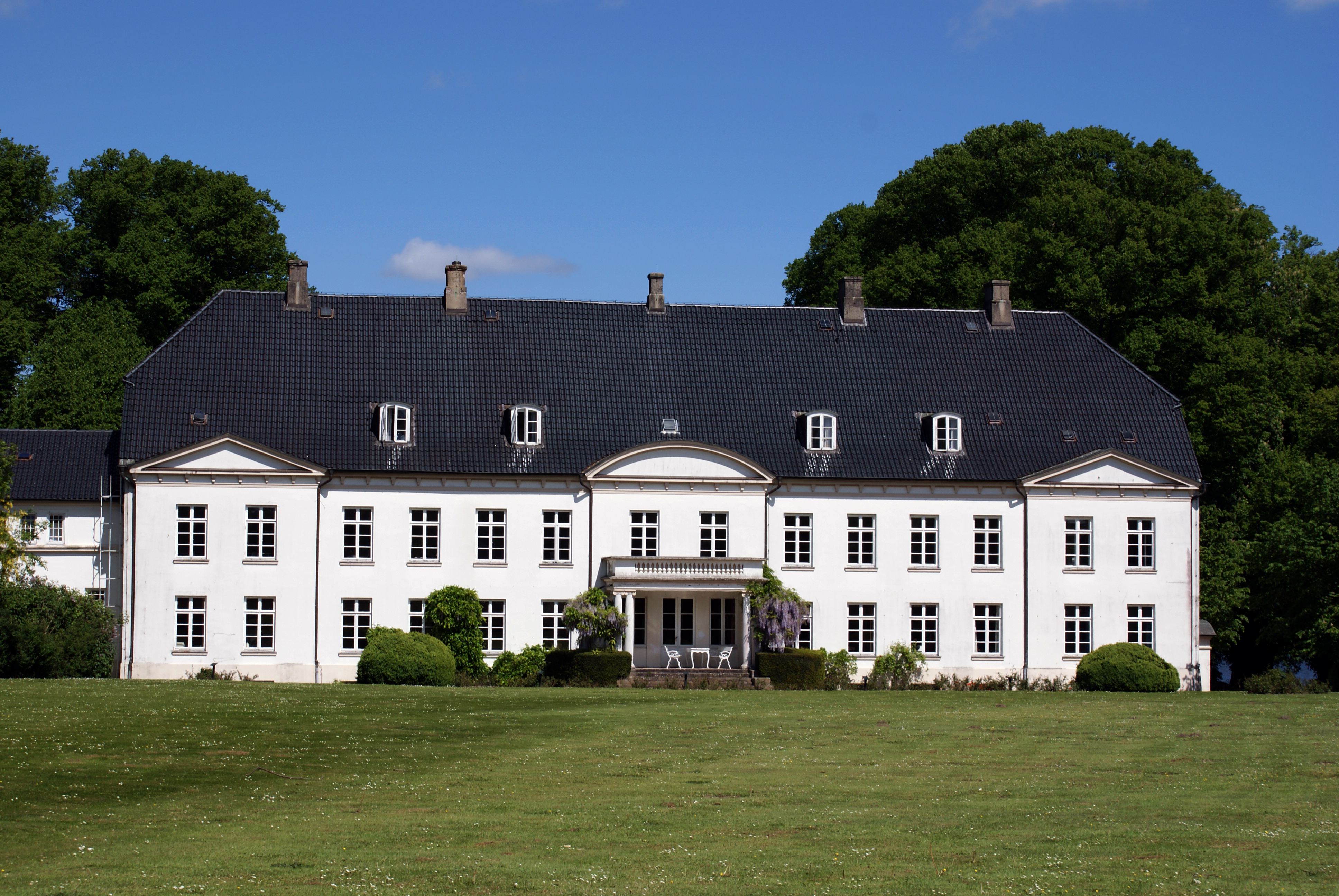
Louisenlund

Nel 1769, il principe Carlo fu nominato regio governatore dei ducati gemelli di Schleswig-Holstein per conto del governo di suo cognato, il re Cristiano VII di Danimarca e Norvegia. Carlo prese residenza presso il Castello di Gottorp a Schleswig con la sua famiglia.
Dal 1772 al 1776, Carlo fece costruire una residenza estiva chiamata "Louisenlund", in onore di sua moglie. Nel settembre del 1772, Carlo fu nominato comandante in capo dell'esercito norvegese e lui e sua moglie si trasferirono a Christiana. L'assegnazione è stata una conseguenza del colpo di Stato del re Gustavo III di Svezia, il 19 agosto 1772, e la conseguente prospettiva di una guerra con la Svezia. Anche se Carlo tornò a Schleswig-Holstein nel 1774, ha continuato a essere comandante in capo dell'esercito norvegese fino al 1814. Al momento del suo ritorno dalla Norvegia, è stato nominato maresciallo di campo.
Durante la guerra di successione bavarese (1778-1779), si arruolò come volontario nell'esercito di Federico il Grande e ha guadagnato la fiducia del re prussiano.
Nel 1788, l'attacco svedese in Russia durante la Guerra russo-svedese, costrinse la Danimarca a dichiarare guerra alla Svezia. Il principe Carlo è stato messo al comando di un esercito norvegese che brevemente ha invaso la Svezia attraverso Bohuslän e vinse la battaglia di Ponte Kvistrum. Il 9 luglio 1789, a seguito dell'intervento diplomatico di Gran Bretagna e Prussia, venne firmata la pace. Il 12 novembre, l'esercito norvegese si ritirò dalla Norvegia. Durante il ritiro, l'esercito danese-norvegese ha perso 1.500-3.000 uomini per fame, malattie, cattive condizioni sanitarie e alle continue esposizione alle piogge autunnali. Il principe Carlo è stato poi criticato per la sua direzione della campagna e anche se ha continuato a funzionare come comandante in capo, aveva perso la sua popolarità in Norvegia.
Carlo era un notevole mecenate di teatro e lirica. Durante la guerre napoleoniche, era al comando dell'esercito, che per breve tempo aveva occupato Amburgo e Lubecca nel 1801.
Il 25 gennaio 1805 ricevette il titolo di Langravio d'Assia-Kassel.

## Massoneria
Massone, fu esponente di primo piano della "Stretta Osservanza Templare" col nome d'Ordine di Eques a Leone Resurgente  e dell'Ordine degli Illuminati con quello di Aaron, finanziò i viaggi in Italia di Friederich Münter, al quale dette l'incarico di reperire dei documenti riguardanti i Templari nelle biblioteche di Roma. Nel mese d'agosto 1786 fu nominato capo dell'Ordine dei Fratelli di San Giovanni l'Evangelista d'Asia in Europa. Il Conte di Saint Germain fu suo ospite negli ultimi anni della sua vita.

## Morte
Morì il 17 agosto 1836 nel castello di Louisenlund a Güby, Schleswig.

## Ascendenza
|                                       |                            |                                          | Genitori                                                  |  |  | Nonni |  |  | Bisnonni               |  |  | Trisnonni                   |  |
|                                       |                            |                                          |                                                           |  |  |       |  |  | Carlo I d'Assia-Kassel |  |  | Guglielmo VI d'Assia-Kassel |  |
|                                       |                            |                                          |                                                           |  |  |       |  |  | Carlo I d'Assia-Kassel |  |  | Guglielmo VI d'Assia-Kassel |  |
|                                       |                            | Edvige Sofia di Brandeburgo              |                                                           |  |  |       |  |  | Carlo I d'Assia-Kassel |  |  |                             |  |
| Guglielmo VIII d'Assia-Kassel         |                            |                                          |                                                           |  |  |       |  |  | Carlo I d'Assia-Kassel |  |  |                             |  |
|                                       |                            | Amalia di Curlandia                      | Giacomo Kettler                                           |  |  |       |  |  |                        |  |  |                             |  |
|                                       |                            | Amalia di Curlandia                      | Giacomo Kettler                                           |  |  |       |  |  |                        |  |  |                             |  |
|                                       |                            | Amalia di Curlandia                      | Luisa Carlotta di Brandeburgo                             |  |  |       |  |  |                        |  |  |                             |  |
| Federico II d'Assia-Kassel            |                            | Amalia di Curlandia                      |                                                           |  |  |       |  |  |                        |  |  |                             |  |
|                                       |                            | Maurizio Guglielmo di Sassonia-Zeitz     | Maurizio di Sassonia-Zeitz                                |  |  |       |  |  |                        |  |  |                             |  |
|                                       |                            | Maurizio Guglielmo di Sassonia-Zeitz     | Maurizio di Sassonia-Zeitz                                |  |  |       |  |  |                        |  |  |                             |  |
|                                       |                            | Maurizio Guglielmo di Sassonia-Zeitz     | Dorotea Maria di Sassonia-Weimar                          |  |  |       |  |  |                        |  |  |                             |  |
| Dorotea Guglielmina di Sassonia-Zeitz |                            | Maurizio Guglielmo di Sassonia-Zeitz     |                                                           |  |  |       |  |  |                        |  |  |                             |  |
|                                       |                            | Maria Amalia di Brandeburgo              | Federico Guglielmo I di Brandeburgo                       |  |  |       |  |  |                        |  |  |                             |  |
|                                       |                            | Maria Amalia di Brandeburgo              | Federico Guglielmo I di Brandeburgo                       |  |  |       |  |  |                        |  |  |                             |  |
|                                       |                            | Maria Amalia di Brandeburgo              | Sofia Dorotea di Schleswig-Holstein-Sonderburg-Glücksburg |  |  |       |  |  |                        |  |  |                             |  |
| Carlo d'Assia-Kassel                  |                            | Maria Amalia di Brandeburgo              |                                                           |  |  |       |  |  |                        |  |  |                             |  |
|                                       | Giorgio I di Gran Bretagna | Ernesto Augusto di Brunswick-Lüneburg    |                                                           |  |  |       |  |  |                        |  |  |                             |  |
|                                       | Giorgio I di Gran Bretagna | Ernesto Augusto di Brunswick-Lüneburg    |                                                           |  |  |       |  |  |                        |  |  |                             |  |
|                                       | Giorgio I di Gran Bretagna | Sofia del Palatinato                     |                                                           |  |  |       |  |  |                        |  |  |                             |  |
| Giorgio II di Gran Bretagna           | Giorgio I di Gran Bretagna |                                          |                                                           |  |  |       |  |  |                        |  |  |                             |  |
|                                       |                            | Sofia Dorotea di Celle                   | Giorgio Guglielmo di Brunswick-Lüneburg                   |  |  |       |  |  |                        |  |  |                             |  |
|                                       |                            | Sofia Dorotea di Celle                   | Giorgio Guglielmo di Brunswick-Lüneburg                   |  |  |       |  |  |                        |  |  |                             |  |
|                                       |                            | Sofia Dorotea di Celle                   | Éléonore d'Esmier d'Olbreuse                              |  |  |       |  |  |                        |  |  |                             |  |
| Maria di Hannover                     |                            | Sofia Dorotea di Celle                   |                                                           |  |  |       |  |  |                        |  |  |                             |  |
|                                       |                            | Giovanni Federico di Brandeburgo-Ansbach | Alberto II di Brandeburgo-Ansbach                         |  |  |       |  |  |                        |  |  |                             |  |
|                                       |                            | Giovanni Federico di Brandeburgo-Ansbach | Alberto II di Brandeburgo-Ansbach                         |  |  |       |  |  |                        |  |  |                             |  |
|                                       |                            | Giovanni Federico di Brandeburgo-Ansbach | Sofia Margherita di Oettingen-Oettingen                   |  |  |       |  |  |                        |  |  |                             |  |
| Carolina di Brandeburgo-Ansbach       |                            | Giovanni Federico di Brandeburgo-Ansbach |                                                           |  |  |       |  |  |                        |  |  |                             |  |
|                                       |                            | Eleonora Erdmuthe di Sassonia-Eisenach   | Giovanni Giorgio I di Sassonia-Eisenach                   |  |  |       |  |  |                        |  |  |                             |  |
|                                       |                            | Eleonora Erdmuthe di Sassonia-Eisenach   | Giovanni Giorgio I di Sassonia-Eisenach                   |  |  |       |  |  |                        |  |  |                             |  |
|                                       |                            | Eleonora Erdmuthe di Sassonia-Eisenach   | Giovannetta di Sayn-Wittgenstein                          |  |  |       |  |  |                        |  |  |                             |  |
|                                       |                            | Eleonora Erdmuthe di Sassonia-Eisenach   |                                                           |  |  |       |  |  |                        |  |  |                             |  |